# Mistrzostwa Polski Seniorów w Lekkoatletyce 1992
68. Mistrzostwa Polski Seniorów w Lekkoatletyce – zawody sportowe, które rozgrywane były w Warszawie na stadionie Skry w dniach 19–21 czerwca 1992 roku.

## Rezultaty
| NR – rekord Polski \| NL – najlepszy wynik w Polsce w sezonie \| SB – najlepszy wynik w sezonie \| PB – rekord życiowy |

### Mężczyźni
| Konkurencja:                  | 1. miejsce                                                                        | Rezultat     | 2. miejsce                                                                   | Rezultat  | 3. miejsce                                                                           | Rezultat  |
| Bieg na 100 m                 | Marek Zalewski Pogoń Zduńska Wola                                                 | 10,36 NL     | Jarosław Kaniecki AZS-AWF Gdańsk                                             | 10,41     | Sławomir Kusiowski Budowlani Szczecin                                                | 10,50     |
| Bieg na 200 m                 | Marek Zalewski Pogoń Zduńska Wola                                                 | 20,82 NL     | Robert Maćkowiak Śląsk Wrocław                                               | 21,33     | Maciej Światłowski Budowlani Szczecin                                                | 21,35     |
| Bieg na 400 m                 | Tomasz Czubak Gryf Słupsk                                                         | 47,60        | Dariusz Rychter Gryf Słupsk                                                  | 47,84     | Dariusz Zielenkiewicz Jagiellonia Białystok                                          | 47,96     |
| Bieg na 800 m                 | Andrzej Jakubiec Orlę Szczecinek                                                  | 1:50,54      | Dariusz Trudnowski Gwardia Warszawa                                          | 1:50,59   | Robert Jóźwiak AZS-AWF Wrocław                                                       | 1:50,63   |
| Bieg na 1500 m                | Karol Dudij AZS-AWF Gdańsk                                                        | 3:52,07      | Waldemar Glinka AZS-AWF Wrocław                                              | 3:52,30   | Wojciech Pelczar Budowlani Kielce                                                    | 3:52,37   |
| Bieg na 5000 m                | Michał Bartoszak Olimpia Poznań                                                   | 14:04,00     | Bogdan Jarosz Śląsk Wrocław                                                  | 14:04,72  | Sławomir Majusiak Stal Ostrów Wlkp.                                                  | 14:04,88  |
| Bieg na 10 000 m              | Grzegorz Gajdus Oleśniczanka                                                      | 29:20,89     | Andrzej Krzyścin Olimpia Poznań                                              | 29:39,82  | Dariusz Jurkowski Oleśniczanka                                                       | 29:44,09  |
| Bieg na 110 m przez płotki    | Piotr Wójcik Śląsk Wrocław                                                        | 13,64 NL     | Rafał Cieśla AZS-AWF Katowice                                                | 13,66     | Ronald Mehlich AZS-AWF Katowice                                                      | 13,71     |
| Bieg na 400 m przez płotki    | Paweł Woźniak Skra Warszawa                                                       | 49,96 NL     | Piotr Cywiński RKS Łódź                                                      | 51,50     | Przemysław Bieliński Skra Warszawa                                                   | 52,10     |
| Bieg na 3000 m z przeszkodami | Bogusław Mamiński Legia Warszawa                                                  | 8:35,83      | Henryk Jankowski Olimpia Poznań                                              | 8:36,82   | Artur Osman AZS-AWF Gdańsk                                                           | 8:45,31   |
| Sztafeta 4 × 100 m            | AZS-AWF Gdańsk Marcin Czajkowski Jarosław Kaniecki Andrzej Pruszyński Marek Kamyk | 41,04        | AZS-AWF Kraków Jacek Majka Czesław Piotrowski Mariusz Ozimek Paweł Peciak    | 41,51     | Skra Warszawa Piotr Balcerzak Piotr Tymko Tomasz Sosnowski Piotr Wrotek              | 41,67     |
| Sztafeta 4 × 400 m            | Skra Warszawa Paweł Woźniak Marcin Engel Mariusz Obarek Adam Ramotowski           | 3:12,43      | AZS-AWF Kraków Jacek Majka Czesław Piotrowski Bogdan Karkoszka Andrzej Merta | 3:12,78   | Pomorzanin Toruń Wojciech Lach Arkadiusz Baranowski Wojciech Sierocki Roman Turalski | 3:15,55   |
| Chód na 20 km                 | Robert Korzeniowski AZS-AWF Katowice                                              | 1:19:14 NR   | Janusz Goławski WLKS Siedlce                                                 | 1:24:52   | Sławomir Cielica Agros Zamość                                                        | 1:25:25   |
| Skok wzwyż                    | Artur Partyka ŁKS Łódź                                                            | 2,30         | Robert Kołodziejczyk Stal Ostrów Wlkp. Przemysław Radkiewicz Skra Warszawa   | 2,16      |                                                                                      |           |
| Skok o tyczce                 | Mirosław Chmara Zawisza Bydgoszcz                                                 | 5,40 NL      | Bogusław Kopkowski Zawisza Bydgoszcz                                         | 5,30      | Ryszard Kolasa Bałtyk Gdynia                                                         | 5,20      |
| Skok w dal                    | Roman Golanowski Śląsk Wrocław                                                    | 7,91         | Marek Orzepowski Lechia Gdańsk                                               | 7,80      | Mirosław Nowaczyk Skra Warszawa                                                      | 7,76      |
| Trójskok                      | Eugeniusz Bedeniczuk Jagiellonia Białystok                                        | 16,91w       | Andrzej Grabarczyk Zdrowie Piła                                              | 16,77w    | Piotr Weremczuk Zawisza Bydgoszcz                                                    | 16,63w    |
| Pchnięcie kulą                | Helmut Krieger Chemik Kędzierzyn                                                  | 19,18 NL     | Piotr Perżyło Górnik Brzeszcze                                               | 17,16     | Benedykt Michałowski Gryf Słupsk                                                     | 16,91     |
| Rzut dyskiem                  | Marek Majkrzak Chemik Kędzierzyn                                                  | 56,60        | Jacek Strychalski Legia Warszawa                                             | 56,06     | Marek Stolarczyk Zagłębie Lubin                                                      | 55,08     |
| Rzut młotem                   | Lech Kowalski Stal Mielec                                                         | 75,56        | Stanisław Kapusta Zawisza Bydgoszcz                                          | 66,86     | Jacek Dreger Zawisza Bydgoszcz                                                       | 65,02     |
| Rzut oszczepem                | Rajmund Kółko Zagłębie Lubin                                                      | 74,42        | Mirosław Baraniak Górnik Brzeszcze                                           | 74,26     | Dariusz Trafas AZS Poznań                                                            | 73,50     |
| Dziesięciobój                 | Michał Krukowski Warszawianka                                                     | 7211 pkt. NL | Robert Mańka AZS-AWF Warszawa                                                | 7064 pkt. | Grzegorz Stromiński Naprzód Rydułtowy                                                | 6970 pkt. |

### Kobiety
| Konkurencja:               | 1. miejsce                                                                          | Rezultat     | 2. miejsce                                                                      | Rezultat  | 3. miejsce                                                                        | Rezultat  |
| Bieg na 100 m              | Joanna Smolarek AZS-AWF Katowice                                                    | 11,75 NL     | Dorota Krawczak Skra Warszawa                                                   | 11,80     | Iwona Smulikowska Orzeł Warszawa                                                  | 11,94     |
| Bieg na 200 m              | Sylwia Pachut AZS-AWF Katowice                                                      | 24,09        | Iwona Smulikowska Orzeł Warszawa                                                | 24,48     | Dorota Brodowska AZS-AWF Warszawa                                                 | 24,53     |
| Bieg na 400 m              | Elżbieta Kilińska Chemik Kędzierzyn                                                 | 52,67 NL     | Barbara Grzywocz AZS-AWF Katowice                                               | 53,30     | Renata Sosin Hutnik Kraków                                                        | 54,94     |
| Bieg na 800 m              | Małgorzata Rydz Budowlani Częstochowa                                               | 2:03,17      | Anna Brzezińska Gwardia Opole                                                   | 2:04,14   | Dorota Kata Budowlani Częstochowa                                                 | 2:05,17   |
| Bieg na 1500 m             | Małgorzata Rydz Budowlani Częstochowa                                               | 4:12,50      | Anna Brzezińska Gwardia Opole                                                   | 4:13,54   | Dorota Kata Budowlani Częstochowa                                                 | 4:16,07   |
| Bieg na 3000 m             | Aniela Nikiel Sprint Bielsko-Biała                                                  | 9:19,27      | Iwona Klimczak Gwardia Olsztyn                                                  | 9:20,24   | Bożena Dziubińska Start Lublin                                                    | 9:21,68   |
| Bieg na 10 000 m           | Anna Rybicka AZS-AWF Wrocław                                                        | 34:02,90     | Lidia Camberg AZS-AWF Katowice                                                  | 34:10,45  | Iwona Klimczak Gwardia Olsztyn                                                    | 34:41,63  |
| Bieg na 100 m przez płotki | Aldona Fogiel AZS-AWF Warszawa                                                      | 13,36        | Dorota Krawczak Skra Warszawa                                                   | 13,43     | Małgorzata Urbanowicz Zdrowie Piła                                                | 13,86     |
| Bieg na 400 m przez płotki | Monika Warnicka AZS-AWF Wrocław                                                     | 56,57        | Anna Stefańska Budowlani Częstochowa                                            | 58,55     | Agata Sadurska AZS-AWF Warszawa                                                   | 58,73     |
| Sztafeta 4 × 100 m         | Orzeł Warszawa Maria Butrym Katarzyna Zakrzewska Ewa Charska Iwona Smulikowska      | 45,57        | AZS-AWF Warszawa Agnieszka Ronge Seweryna Płocka Aldona Fogiel Dorota Brodowska | 45,86     | AZS-AWF Katowice Joanna Smolarek Sylwia Pachut Bogumiła Dzionsko Justyna Dybowska | 46,12     |
| Sztafeta 4 × 400 m         | Budowlani Częstochowa Agnieszka Stańczyk Anna Stefańska Małgorzata Rydz Dorota Kata | 3:40,99      | AZS-AWF Warszawa Agnieszka Ronge Izabela Wojszko Seweryna Płocka Agata Sadurska | 3:43,73   | Hutnik Kraków Małgorzata Bator Iwona Cieśla Marzena Michalska Renata Sosin        | 3:47,38   |
| Chód na 10 km              | Katarzyna Radtke Lechia Gdańsk                                                      | 44:49        | Beata Kaczmarska Skra Warszawa                                                  | 45:33     | Dorota Woda Wawel Kraków                                                          | 47:55     |
| Skok wzwyż                 | Beata Hołub Start Lublin                                                            | 1,94 NL      | Donata Jancewicz SKLA Sopot Katarzyna Majchrzak AZS-AWF Gdańsk                  | 1,92      |                                                                                   |           |
| Skok w dal                 | Agata Karczmarek Legia Warszawa                                                     | 6,68w        | Ilona Pazoła Krokus Leszno                                                      | 6,39w     | Lidia Tlałka AZS-AWF Katowice                                                     | 6,04      |
| Trójskok                   | Urszula Włodarczyk AZS-AWF Wrocław                                                  | 13,19        | Ilona Pazoła Krokus Leszno                                                      | 13,16     | Monika Kobędza Hutnik Kraków                                                      | 12,79w    |
| Pchnięcie kulą             | Krystyna Danilczyk Jagiellonia Białystok                                            | 19,20        | Mirosława Znojek AKS Chorzów                                                    | 16,50     | Renata Katewicz Zagłębie Lubin                                                    | 16,23     |
| Rzut dyskiem               | Renata Katewicz Zagłębie Lubin                                                      | 60,22        | Paulina Gugniewicz Lechia Gdańsk                                                | 52,44     | Marzena Wysocka WLKS Siedlce                                                      | 52,02     |
| Rzut oszczepem             | Genowefa Patla AZS-AWF Warszawa                                                     | 60,96        | Krystyna Mączka Lechia Gdańsk                                                   | 54,20     | Joanna Prysak AZS-AWF Warszawa                                                    | 47,72     |
| Siedmiobój                 | Urszula Włodarczyk AZS-AWF Wrocław                                                  | 6407 pkt. NL | Maria Kamrowska AZS-AWF Gdańsk                                                  | 6192 pkt. | Małgorzata Lisowska Górnik Wałbrzych                                              | 5619 pkt. |

## Biegi przełajowe
64. mistrzostwa Polski w biegach przełajowych rozegrano 8 marca w Kędzierzynie-Koźlu. Kobiety rywalizowały na dystansach 3 km i 6 km, a seniorzy na 6 km i 12 km.

### Mężczyźni
| Konkurencja:            | 1. miejsce                   | Rezultat | 2. miejsce                      | Rezultat | 3. miejsce                      | Rezultat |
| Bieg przełajowy (6 km)  | Leszek Bebło Oleśniczanka    | 17:31    | Henryk Jankowski Olimpia Poznań | 17:33    | Michał Bartoszak Olimpia Poznań | 17:34    |
| Bieg przełajowy (12 km) | Grzegorz Gajdus Oleśniczanka | 36:21    | Karol Dołęga Oleśniczanka       | 36:22    | Mirosław Plawgo Oleśniczanka    | 36:30    |

### Kobiety
| Konkurencja:           | 1. miejsce                     | Rezultat | 2. miejsce                  | Rezultat | 3. miejsce                         | Rezultat |
| Bieg przełajowy (3 km) | Iwona Klimczak Gwardia Olsztyn | 10:02    | Dorota Gruca Agros Zamość   | 10:05    | Beata Monica Victoria Racibórz     | 10:07    |
| Bieg przełajowy (6 km) | Irena Czuta Technik Komorno    | 20:16    | Danuta Marczyk LZS Koluszki | 20:42    | Aniela Nikiel Sprint Bielsko-Biała | 20:50    |

## Maraton
Maratończycy (mężczyźni i kobiety) rywalizowali 17 maja we Wrocławiu. Trasa biegu była krótsza od regulaminowej o 300 metrów.

### Mężczyźni
| Konkurencja: | 1. miejsce                     | Rezultat | 2. miejsce                   | Rezultat | 3. miejsce                       | Rezultat |
| Maraton      | Tadeusz Ławicki Zagłębie Lubin | 2:15:25  | Józef Kazanecki Wawel Kraków | 2:15:30  | Dariusz Wieczorek Legia Warszawa | 2:17:40  |

### Kobiety
| Konkurencja: | 1. miejsce                | Rezultat | 2. miejsce                   | Rezultat | 3. miejsce                    | Rezultat |
| Maraton      | Ewa Olas Polonia Warszawa | 2:44:14  | Janina Juszko Zagłębie Lubin | 2:49:06  | Wioletta Uryga Zagłębie Lubin | 2:56:01  |

## Chód na 5000 m kobiet
Mistrzostwa w chodzie na 5000 metrów (na bieżni) kobiet rozegrano 14 lipca w Sopocie, podczas Memoriału Józefa Żylewicza.
| Konkurencja:   | 1. miejsce                     | Rezultat | 2. miejsce                   | Rezultat | 3. miejsce               | Rezultat |
| Chód na 5000 m | Katarzyna Radtke Lechia Gdańsk | 21:50,88 | Kazimiera Mosio Tęcza Mielec | 22:51,10 | Dorota Woda Wawel Kraków | 23:07,59 |

## Półmaraton
Mistrzostwa Polski w półmaratonie rozegrano 5 września w Brzeszczach.

### Mężczyźni
| Konkurencja: | 1. miejsce            | Rezultat | 2. miejsce                       | Rezultat | 3. miejsce                      | Rezultat |
| Półmaraton   | Jan Huruk Gryf Słupsk | 1:04:13  | Sławomir Gurny Zawisza Bydgoszcz | 1:04:14  | Mirosław Gołębiewski ROW Rybnik | 1:04:22  |

### Kobiety
| Konkurencja: | 1. miejsce                   | Rezultat | 2. miejsce                   | Rezultat | 3. miejsce                  | Rezultat |
| Półmaraton   | Kamila Gradus Legia Warszawa | 1:12:53  | Anna Rybicka AZS-AWF Wrocław | 1:14:03  | Danuta Marczyk LZS Koluszki | 1:15:32  |

## Chód na 50 km mężczyzn
Zawody mistrzowskie w chodzie na 50 kilometrów mężczyzn rozegrano 20 września w Zamościu.
| Konkurencja:  | 1. miejsce                     | Rezultat | 2. miejsce               | Rezultat | 3. miejsce                | Rezultat |
| Chód na 50 km | Tomasz Lipiec Polonia Warszawa | 4:01:13  | Jan Kłos Resovia Rzeszów | 4:04:45  | Jan Holender Flota Gdynia | 4:07:48  |